# Maria Teresa Nuzzo
Maria Teresa Nuzzo (ur. 11 maja lub 12 maja 1851 w Valletcie, zm. 17 kwietnia 1923) – maltańska zakonnica, założycielka Zgromadzenia Córek Najświętszego Serca.

## Życiorys
Córka Paula Nuzzo i Louisy Morrocchi. Była drugim z siedmiorga dzieci. Dzień po urodzeniu została ochrzczona w Kolegiacie św. Pawła. Mając osiem lat przyjęła sakrament bierzmowania i odnowiła swoje przyrzeczenia chrzcielne. W 1867 roku szesnastoletnia Nuzzo przejęła kierownictwo jednej ze szkół po swojej ciotce Rosinie, która w tym czasie była już niemal całkowicie niewidoma, i wkrótce potem zmarła 4 marca 1867. W wieku 21 lat Nuzzo złożyła śluby zakonne przed prałatem Pietro Pace, którego wcześniej wybrała na swojego przełożonego. Maria Teresa Nuzzo żyła w czasach, gdy Kościół katolicki na Malcie stanowczo sprzeciwiał się edukacji publicznej. Mimo to przez wiele lat nosiła się z zamiarem założenia zgromadzenia zakonnego, którego celem byłaby pomoc w akademickiej i duchowej edukacji dzieci. W końcu, 21 listopada 1903, założyła Zgromadzenie Córek Najświętszego Serca i została jego pierwszą przełożoną. Według pisma arcybiskupa Maurusa Caruany z 1918 roku jej Zgromadzenie w tym czasie przechodziło trudne chwile, zaś samą Marię Teresę niesłusznie oskarżano o niedostarczanie wystarczającej ilości żywności dla zakonnic. W wyniku zleconego przez niego śledztwa w tej sprawie Nuzzo została usunięta z urzędu przełożonej, a zgromadzenie zostało przekazane pod jurysdykcję Sióstr Franciszkanek Najświętszego Serca. Zmarła 17 kwietnia 1923.
Obecnie Zgromadzenie Córek Najświętszego Serca prowadzi działalność w różnych krajach świata, a domy zakonne tego zgromadzenia, poza Maltą funkcjonują we Włoszech, w Irlandii, Kenii, Libii, stolicy Tunezji Tunisie oraz w Indiach.

## Upamiętnienie
Jej imię nosi jedna ze szkół na Malcie i w Kenii oraz organizacja charytatywna.